# Căprioara (okręg Kluż)
Căprioara – wieś w Rumunii, w okręgu Kluż, w gminie Recea-Cristur. W 2011 roku liczyła 150 mieszkańców.